# Kranenburg (Észak-Rajna-Vesztfália)
Kranenburg település Németországban, azon belül Észak-Rajna-Vesztfália tartományban. Lakosainak száma 11 380 fő (2023. december 31.). Kranenburg Kleve, Goch, Gennep, Groesbeek, Ubbergen és Millingen aan de Rijn községekkel határos.

## Népesség
A település népességének változása:
| Lakosok száma | 7867 | 10 648 | 10 576 | 10 632 | 11 087 | 11 181 | 11 380 |
|               | 1975 | 2015   | 2017   | 2019   | 2021   | 2022   | 2023   |